# Mykola Rudyk

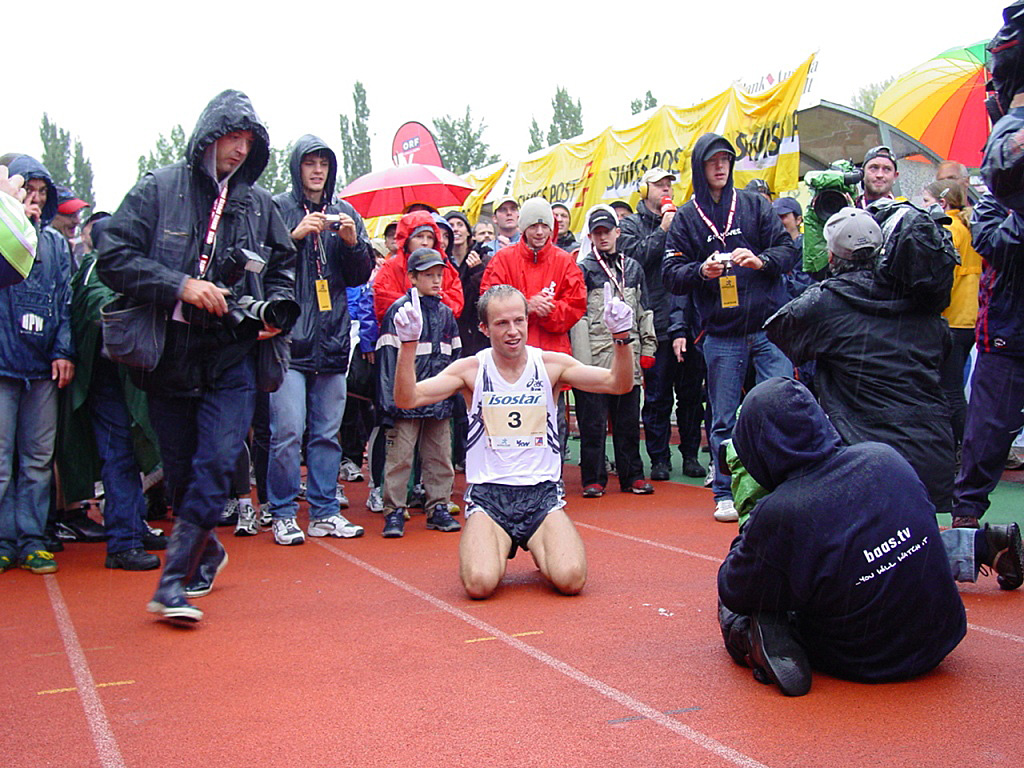
Mykola Rudyk als Sieger im Ziel des Halbmarathons beim Dreiländer-Marathon, 2003

Mykola Rudyk (ukrainisch Микола Рудик; * 20. Dezember 1973) ist ein ukrainischer Marathonläufer.

## Werdegang
Bei den Halbmarathon-Weltmeisterschaften belegte er 1996 in Palma den 45. und 1997 in Košice den 86. Platz.
1998 stellte er als Dritter beim Lyon-Marathon mit 2:12:29 h seine persönliche Bestleistung auf.
2000 gewann er den Budapest-Marathon. Im Jahr darauf wurde er Zweiter beim Dębno-Marathon und kam bei der 2001 in Edmonton auf den 31. Platz. 2002 siegte er beim Wachau-Marathon.
2003 siegte er beim Leipzig-Marathon, belegte beim Berlin-Marathon den 18. Platz und gewann beim Dreiländer-Marathon am Bodensee den Halbmarathon-Bewerb. 2004 wurde er Neunter beim Vienna City Marathon und siegte beim Baden-Marathon. 
2007 lief er beim Amsterdam-Marathon auf Platz 17 ein.